# 張啟進
張啟進（？—？），清朝官員，本籍安徽。監生出身。

## 生平
張啟進於乾隆年间任福建省福宁府霞浦县柘洋巡检，管辖地区相当于今柘荣县；1779年（乾隆44年）接替曾應蔚，於台灣台北地區，輾轉四度擔任台灣府淡水廳新莊巡檢一職，是大台北地區的地方父母官。